# Edward Maunde Thompson
Pour les articles homonymes, voir Edward Thompson (homonymie) et Thompson.
Edward Maunde Thompson (4 mai 1840 - 14 septembre 1929) est un paléographe britannique et bibliothécaire principal et premier directeur du British Museum . Il est également connu pour son étude de l'écriture manuscrite de William Shakespeare dans le manuscrit de la pièce Sir Thomas More .

## Biographie
Thompson est né en Jamaïque, où son père, Edward Thompson, est custode de la Paroisse de Clarendon . Sa mère est Eliza Hayhurst Poole, également de Clarendon. Il fait ses études à Rugby School et à l'University College de l'Université d'Oxford. En 1864, il épouse Georgiana Susanna McKenzie d'une vieille famille écossaise-jamaïcaine. Ils ont une fille et trois fils. Il est directeur et bibliothécaire principal du British Museum de 1888 à 1909 . Il fixe des normes élevées pour le personnel du musée et améliore l'accessibilité des collections au public . Il obtient des locaux à Hendon pour abriter la collection de journaux du musée.
Le fac-similé photographique du Codex Alexandrinus est publié sous sa direction en 1879 et 1880. Il est membre fondateur de la British Academy en 1901 et en est le deuxième président (1907–09).
Il prend sa retraite du British Museum en août 1909 en raison de problèmes de santé . En 1916, il publie son étude paléographique de l'ajout de trois pages au manuscrit de Sir Thomas More, arguant que les trois pages de "Hand D" sont dans l'autographe de Shakespeare. En 1923, il contribue à l'étude définitive Shakespeare's Hand in the Play of Sir Thomas More, avec Alfred William Pollard, WW Greg, John Dover Wilson et Raymond Wilson Chambers.
Maunde Thompson est enterré au cimetière de Brookwood .
Maunde Thompson est fait chevalier en 1895. Il reçoit des diplômes honorifiques des universités d'Oxford, de Durham, de St. Andrews et de Manchester, et est membre honoraire de l'University College d'Oxford.